# Communauté de communes des Deux Rivières
La communauté de communes des Deux Rivières (CC2R) est une ancienne communauté de communes française du département de Meurthe-et-Moselle.
Elle tient son nom des deux rivières qui la traversent : la Chiers et la Crusnes.
Elle a fusionné le 1er janvier 2014 avec la « Communauté de communes du Pays de Longuyon » pour former la « Communauté de communes du Longuyonnais », nom provisoire. Par décret du 17 novembre 2014 le nom devient Communauté de communes Terre Lorraine du Longuyonnais.

## Histoire
La communauté de communes des Deux Rivières est créée le 1er janvier 2003 à la suite d'un arrêté préfectoral du 2 octobre 2002. La CC2R est alors composée de 12 communes issues du SIVOM du Pays de Longuyon, qui fut créé en 1970.
Le 16 mars 2004, les communes de Baslieux et Bazailles adhèrent à la CC2R, portant le nombre de communes à 14.
Le 4 avril 2007, la commune de Ville-au-Montois rejoint la CC2R, portant le nombre de communes à 15.

## Composition
La communauté de communes était composée de 15 communes :
- Baslieux
- Bazailles
- Beuveille
- Doncourt-lès-Longuyon
- Fresnois-la-Montagne
- Han-devant-Pierrepont
- Montigny-sur-Chiers
- Pierrepont
- Saint-Pancré
- Saint-Supplet
- Tellancourt
- Ville-au-Montois
- Ville-Houdlémont
- Villers-la-Chèvre
- Viviers-sur-Chiers

## Compétences
- Aménagement de l'espace
- Développement économique
- Protection et mise en valeur de l'environnement
- Politique du logement et du cadre de vie
- Vie sociale, sportive et culturelle
- Appui technique aux communes
- Vie scolaire

## Administration
Le conseil communautaire est composé de 39 délégués, dont 4 vice-présidents.
| Période          | Période          | Identité         | Étiquette | Qualité                         |
| ---------------- | ---------------- | ---------------- | --------- | ------------------------------- |
| 1er janvier 2003 | février 2012     | Bernard Brunette |           | (décès)                         |
| 18 avril 2012    | 1er janvier 2014 | Lionel Boudart   |           | Maire de Baslieux (depuis 2008) |

## Géographie
La CC2R se situe à l’extrême Nord du département de Meurthe-et-Moselle, dans le « Pays-Haut ». Elle s’étend sur une superficie de 117 km2, de la frontière avec la Belgique, au Nord, à la limite du département de la Meuse, au Sud.
A l’Ouest se situe la communauté de communes du Pays de Longuyon, et à l’Est la communauté de communes de l'agglomération de Longwy.

## Tourisme
- Fort de Fermont
- Centre de loisirs de Saint-Pancré (étangs de pêches)
- Vallée de la Chiers
- Vallée de la Crusnes